# Behtash Fariba
Behtash Fariba (pers. بهتاش فریبا; Teheran, 11 febbraio 1955) è un allenatore di calcio ed ex calciatore iraniano, di ruolo attaccante.

## Statistiche

### Cronologia presenze e reti in nazionale
| Cronologia completa delle presenze e delle reti in nazionale ― Iran | Cronologia completa delle presenze e delle reti in nazionale ― Iran | Cronologia completa delle presenze e delle reti in nazionale ― Iran | Cronologia completa delle presenze e delle reti in nazionale ― Iran | Cronologia completa delle presenze e delle reti in nazionale ― Iran | Cronologia completa delle presenze e delle reti in nazionale ― Iran | Cronologia completa delle presenze e delle reti in nazionale ― Iran | Cronologia completa delle presenze e delle reti in nazionale ― Iran |
| Data                                                                | Città                                                               | In casa                                                             | Risultato                                                           | Ospiti                                                              | Competizione                                                        | Reti                                                                | Note                                                                |
| ------------------------------------------------------------------- | ------------------------------------------------------------------- | ------------------------------------------------------------------- | ------------------------------------------------------------------- | ------------------------------------------------------------------- | ------------------------------------------------------------------- | ------------------------------------------------------------------- | ------------------------------------------------------------------- |
| 13-11-1977                                                          | Madinat al-Kuwait                                                   | Kuwait                                                              | 1 – 2                                                               | Iran                                                                | Qual. Mondiali 1974                                                 | 1                                                                   |                                                                     |
| 26-4-1978                                                           | Tehran                                                              | Iran                                                                | 1 – 1                                                               | Bulgaria                                                            | Amichevole                                                          | -                                                                   | 46’                                                                 |
| 11-5-1978                                                           | Tolosa                                                              | Francia                                                             | 2 – 1                                                               | Iran                                                                | Amichevole                                                          | -                                                                   | 53’                                                                 |
| 11-6-1978                                                           | Córdoba                                                             | Perù                                                                | 4 – 1                                                               | Iran                                                                | Mondiali 1978 - 1º turno                                            | -                                                                   | 66’                                                                 |
| 17-9-1980                                                           | Madinat al-Kuwait                                                   | Iran                                                                | 0 – 0                                                               | Siria                                                               | Coppa d'Asia 1980 - 1º turno                                        | -                                                                   | 50’                                                                 |
| 20-9-1980                                                           | Madinat al-Kuwait                                                   | Cina                                                                | 2 – 2                                                               | Iran                                                                | Coppa d'Asia 1980 - 1º turno                                        | 1                                                                   |                                                                     |
| 22-9-1980                                                           | Madinat al-Kuwait                                                   | Bangladesh                                                          | 0 – 7                                                               | Iran                                                                | Coppa d'Asia 1980 - 1º turno                                        | 4                                                                   |                                                                     |
| 24-9-1980                                                           | Madinat al-Kuwait                                                   | Iran                                                                | 2 – 3                                                               | Corea del Nord                                                      | Coppa d'Asia 1980 - 1º turno                                        | 1                                                                   |                                                                     |
| 28-9-1980                                                           | Madinat al-Kuwait                                                   | Kuwait                                                              | 1 – 2                                                               | Iran                                                                | Coppa d'Asia 1980 - Semifinale                                      | -                                                                   |                                                                     |
| 30-9-1980                                                           | Madinat al-Kuwait                                                   | Iran                                                                | 3 – 0                                                               | Corea del Nord                                                      | Coppa d'Asia 1980 - Finale 3º/4º posto                              | 1                                                                   | 78’                                                                 |
| 28-5-1986                                                           | Pechino                                                             | Cina                                                                | 2 – 1                                                               | Iran                                                                | Amichevole                                                          | -                                                                   |                                                                     |
| Totale                                                              |                                                                     | Presenze                                                            | 11                                                                  |                                                                     | Reti                                                                | 8                                                                   |                                                                     |

## Palmares

### Giocatore

#### Individuale
- Miglior giocatore della Coppa d'Asia: 1

Kuwait 1980
- Capocannoniere della Coppa d'Asia: 1

Kuwait 1980 (7 gol, a pari merito con Choi Soon-ho)